# Litobolias
Se llaman litobolias (de lithos, piedra y ballein, tirar, lanzar) que tenían lugar en la Antigua Grecia. 
Se celebraban en honor de Lamia o más bien de Damia y de Auxesia, doncellas cretenses que fueron lapidadas en una conmoción popular en Trezene. Se celebraban estas fiestas en Egina, Epidauro y en Trezene, consistiendo una de sus ceremonias en arrojar gran porción de piedras. Damia y Auxesia, elevadas al rango de divinidades, tuvieron en Epidauro dos estatuas hechas de un olivo que enviaron los Atenienses.